# ویلیام ویتنی
ویلیام ویتنی (انگلیسی: William Nuelsen Witney; ۱۵ مهٔ ۱۹۱۵ – ۱۷ مارس ۲۰۰۲) یک هنرپیشه، کارگردان فیلم، فیلم‌نامه‌نویس و تدوین‌گر اهل ایالات متحده آمریکا بود.

## فیلمشناسی
- قانون وحش (۱۹۳۴)
- مسیر گرند کنیون (۱۹۴۸)